# Cheilosia violovitshi
Cheilosia violovitshi är en tvåvingeart som beskrevs av Barkalov 1979. Cheilosia violovitshi ingår i släktet örtblomflugor, och familjen blomflugor. Inga underarter finns listade i Catalogue of Life.